# Papyrus Oxyrhynchus 222

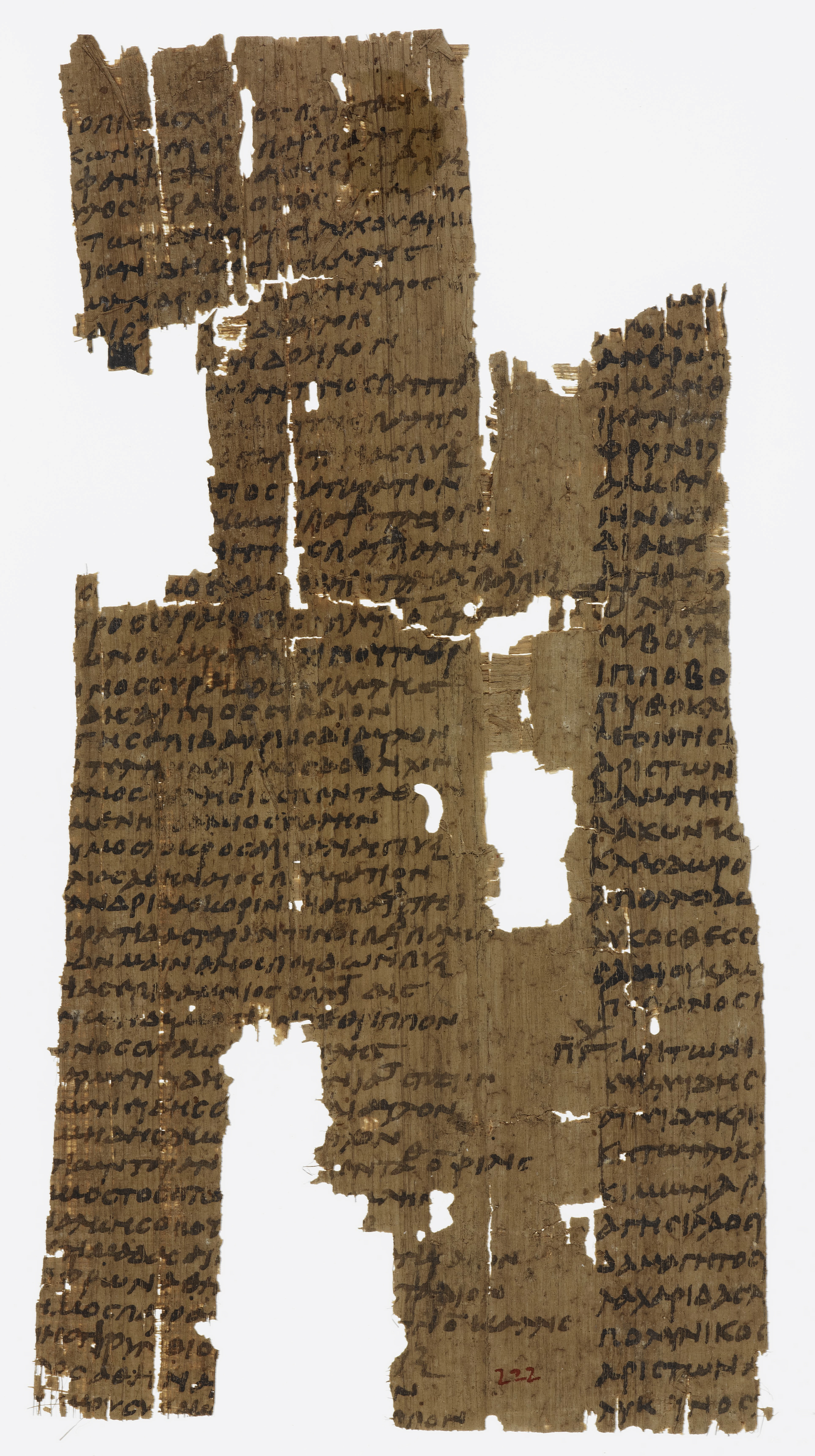
Le papyrus Oxyrhynchus 222

Le Papyrus Oxyrhynchus 222 ou P. Oxy 222 ou P. Oxy II 222 est une liste de vainqueurs olympiques, rédigée en grec par un auteur inconnu. Il a été découvert à Oxyrhynque en 1897 par Bernard Pyne Grenfell et Arthur Surridge Hunt. Le manuscrit a été écrit sur papyrus sous la forme d'un rouleau. Il est daté du IIIe siècle. Actuellement, il est hébergé à la British Library (Department of Manuscripts, 1185) à Londres.

## Contenu
Le papyrus 222 présente une liste de vainqueurs aux jeux olympiques antiques, des 75e aux 78e Olympiades puis des 81e aux 83e (ce qui correspond aux années 480-468 puis 456-448 avant notre ère).
Treize événements sont listés : la course de stade, la lutte, trois épreuves de boxe (dont une catégorie enfants), la course sur double longueur de stade, le dolichos (2 000 mètres), le pentathlon, le pancrace, la course hoplitique en armure, la course de quadriges, la course à cheval.
Selon Grenfell et Hunt, « le nombre de points intéressants que le papyrus apporte est considérable. »
En voici quelques exemples : le manuscrit a permis de confirmer définitivement la datation des odes triomphales de Pindare sur les Jeux pythiques à 582 av. J.-C. Il a également permis de déterminer avec précision les dates de trois odes de Pindare, jusque-là contestées. Le papyrus a également daté la « Première ode olympienne » et la cinquième ode de Bacchylide.
Ce papyrus a prouvé que Bacchylide était encore vivant en 452 av. J.-C., alors que la dernière date connue était 468 av. J.-C. Il a démontré que Polyclète et Pythagore de Samos de Rhégium prospéraient au Ve siècle Il a également clarifié un point d'interprétation longtemps controversé d'un passage de l'Éthique à Nicomaque d'Aristote (vii 4.2).
L'intérêt plus général du papyrus réside dans son incidence sur la question plus large de la crédibilité des premiers scoliastes et commentateurs sur des faits tels que ceux évoqués dans le manuscrit. Parce qu'il a été découvert dans un centre reculé et relativement peu important de la culture hellénique, il montre que ces informations étaient largement diffusées et facilement accessibles dans tout le monde hellénique. Compte tenu de cette diffusion, les fausses déclarations d'auteurs anciens auraient été facilement détectées, ce qui rend très improbable que ces auteurs aient pris le risque d'être démasqués en inventant des faits. Ce manuscrit soutient ainsi l’hypothèse selon laquelle la fiabilité de la tradition ancienne est un principe solide de la critique textuelle moderne.